# Kodama Gentarō
El Conde Kodama Gentarō (兒玉源太郎?  Tokuyama, 16 de marzo de 1852 - Tokio, 23 de julio de 1906) fue un general japonés y ministro de gobierno durante la era Meiji. Fue uno de los artífices del establecimiento del Ejército Imperial de Japón.
Nació en Tokuyama, en la provincia de Sūo (actual prefectura de Yamaguchi), de una familia de clase samurái. Kodama comenzó su carrera militar luchando en la Guerra Boshin y en la Rebelión de Satsuma, posteriormente se enroló en la escuela de entrenamiento militar Ōsaka Heigakuryō (大阪兵学寮). Fue comisionado en 1881.
Kodama fue asignado líder del Colegio del Ejército del Estado Mayor, donde trabajó con el Mayor alemán Jacob Menckel en la reorganización del ejército japonés tomando como base el sistema alemán. Estudió ciencia militar en Alemania, y fungió como Viceministro de Guerra en 1892.
Después de participar en la primera guerra sino-japonesa (1894-1895), asumió el rol de Gobernador General de Taiwán. Durante su mandato, dedicó en mejorar las infraestructuras de la isla y en aliviar las condiciones de vida de los habitantes. Teniendo un buen rol como administrador, Kodama fungió en la década siguiente como Ministro de Guerra bajo el gabinete del primer ministro Itō Hirobumi, manteniendo el puesto y tomando los roles de Ministro de Asuntos Internos y Ministro de Ecuación bajo el gobierno de Katsura Tarō.
En 1904, Kodama fue promovido a General de ejército, sin embargo, el Mariscal de Campo Ōyama Iwao le quiso encargar la Jefatura General del Estado Mayor del Ejército Manchuriano durante la guerra ruso-japonesa. Esto fue un mal momento para Kodama, pero nunca tomó el puesto, a pesar del sacrificio tuvo una buena respuesta del público. Durante la guerra fue considerado como el genio que estaba detrás de la estrategia del ejército japonés, acción que fue comparada con el General Kawakami Soroki con la Primera Guerra Sino-Japonesa, diez años atrás. Después de la guerra, fue nombrado Jefe del Ejército, en el Consejo Supremo de Guerra, pero murió poco después.
El general Kodama fue ascendido rápidamente a los rangos de danshaku (barón), shishaku (vizconde) y hakushaku (conde), y su muerte por hemorragia cerebral, ocurrida en 1907, fue considerada una calamidad nacional. A su muerte, el emperador Meiji lo galardonó por vez primera en primer grado la Orden del Milano Dorado; posteriormente recibió el honor póstumo de ser un  kami . Existen santurarios Shinto a su nombre en su ciudad natal en Shunan y otra en su antigua residencia de verano en Enoshima, Fujisawa, prefectura de Kanagawa.